# Pietro Fanna
Pietro Fanna (ur. 23 czerwca 1958 w Grimacco) – włoski piłkarz, występujący podczas kariery na pozycji pomocnika.

## Kariera klubowa
Karierę piłkarską Pietro Fanna rozpoczął w drugoligowej Atalancie BC w 1975 roku. Dobra gra zaowocowała transferem do Juventusu. W Serie A zadebiutował 18 września 1977 w wygrnym 2-1 wyjazdowym meczu z SSC Napoli. W Juve występował przez pięć lat i trzykrotnie w tym czasie zdobył z nim mistrzostwo Włoch w 1978, 1981 i 1982 oraz Pucharu Włoch w 1979. W 1982 odszedł do beniaminka Serie A Hellasu Werona. W 1985 osiągnął z Hellasem największy sukces w jego historii zdobywając mistrzostwo Włoch.
Po tym sukcesie odszedł do Interu Mediolan.
W barwach „nerroazurrich” zadebiutował 21 sierpnia 1985 w zremisowanym 0-0 spotkaniu Pucharu Włoch z Ceseną. Ostatni raz w barwach czarno-niebieskich wystąpił 18 czerwca 1989 w przegranym 0-2 meczu ligowym z Torino FC. Z Interem zdobył mistrzostwo w 1989 stając się jednym z pięciu piłkarzy, którzy zdobywali scudetto z trzema różnymi klubami. W Interze rozegrał 146 spotkań (97 w lidze, 20 w europejskich pucharach i 29 w Pucharze Włoch) oraz strzelił 14 bramek (4 w lidze, 2 w europejskich pucharach oraz 8 w Pucharze Włoch). W 1989 Fanna powrócił do Werony. Z Hellasem kolejno: spadł, awansował i ponownie spadł z Serie A. Ostatecznie zakończył karierę w Hellasie w 1993, kiedy występował on w Serie B. Ogółem w latach 1977–1992 w Serie A rozegrał 332 spotkania, w których zdobył 35 bramek.
| Sezon   | Klub           | Kraj   | Rozgrywki | Mecze | Bramki |
| ------- | -------------- | ------ | --------- | ----- | ------ |
| 1975/76 | Atalanta BC    | Włochy | Serie B   | 20    | 2      |
| 1976/77 | Atalanta BC    | Włochy | Serie B   | 35    | 4      |
| 1977/78 | Juventus F.C.  | Włochy | Serie A   | 13    | 2      |
| 1978/79 | Juventus F.C.  | Włochy | Serie A   | 16    | 2      |
| 1979/80 | Juventus F.C.  | Włochy | Serie A   | 22    | 3      |
| 1980/81 | Juventus F.C.  | Włochy | Serie A   | 29    | 5      |
| 1981/82 | Juventus F.C.  | Włochy | Serie A   | 21    | 1      |
| 1982/83 | Hellas Werona  | Włochy | Serie A   | 28    | 7      |
| 1983/84 | Hellas Werona  | Włochy | Serie A   | 28    | 5      |
| 1984/85 | Hellas Werona  | Włochy | Serie A   | 29    | 2      |
| 1985/86 | Inter Mediolan | Włochy | Serie A   | 28    | 0      |
| 1986/87 | Inter Mediolan | Włochy | Serie A   | 28    | 3      |
| 1987/88 | Inter Mediolan | Włochy | Serie A   | 28    | 1      |
| 1988/89 | Inter Mediolan | Włochy | Serie A   | 13    | 0      |
| 1989/90 | Hellas Werona  | Włochy | Serie A   | 24    | 1      |
| 1990/91 | Hellas Werona  | Włochy | Serie B   | 30    | 1      |
| 1991/92 | Hellas Werona  | Włochy | Serie A   | 25    | 3      |
| 1992/93 | Hellas Werona  | Włochy | Serie B   | 24    | 1      |

## Kariera reprezentacyjna
Pietro Fanna w reprezentacji Włoch zadebiutował 22 grudnia 1983 w wygranym 3-1 meczu eliminacji Euro 84 z Cyprem. W 1984 roku pojechał na Igrzyska Olimpijskie, na których Włochy zajęły czwarte miejsce. Na turnieju w Los Angeles wystąpił w czterech meczach z Egiptem, USA, Chile i Brazylią. Ostatni raz w reprezentacji wystąpił 25 września 1985 w przegranym 1-2 towarzyskim meczu ze Norwegią. Ogółem w reprezentacji wystąpił w czternastu meczach.
| Mecze i gole w reprezentacji | Mecze i gole w reprezentacji | Mecze i gole w reprezentacji | Mecze i gole w reprezentacji | Mecze i gole w reprezentacji | Mecze i gole w reprezentacji | Mecze i gole w reprezentacji |
| #                            | Data                         | Miasto                       | Przeciwnik                   | Gol                          | Wynik                        | Rozgrywki                    |
| ---------------------------- | ---------------------------- | ---------------------------- | ---------------------------- | ---------------------------- | ---------------------------- | ---------------------------- |
| 1.                           | 22.12.1983                   | Perugia                      | Cypr                         |                              | 3:1                          | el. ME                       |
| 2.                           | 04.02.1984                   | Rzym                         | Meksyk                       |                              | 5:0                          | towarzyski                   |
| 3.                           | 03.03.1984                   | Stambuł                      | Turcja                       |                              | 2:1                          | towarzyski                   |
| 4.                           | 07.04.1984                   | Werona                       | Czechosłowacja               |                              | 1:1                          | towarzyski                   |
| 5.                           | 22.05.1984                   | Zurych                       | RFN                          |                              | 0:1                          | Mecz 80-lecia FIFA           |
| 6.                           | 26.05.1984                   | Toronto                      | Kanada                       |                              | 2:0                          | towarzyski                   |
| 7.                           | 30.05.1984                   | Nowy Jork                    | Stany Zjednoczone            |                              | 0:0                          | towarzyski                   |
| 8.                           | 26.09.1984                   | Mediolan                     | Szwecja                      |                              | 1:0                          | towarzyski                   |
| 9.                           | 08.12.1984                   | Pescara                      | Polska                       |                              | 2:0                          | towarzyski                   |
| 10.                          | 13.03.1985                   | Ateny                        | Grecja                       |                              | 0:0                          | towarzyski                   |
| 11.                          | 03.04.1985                   | Ascoli                       | Portugalia                   |                              | 2:0                          | towarzyski                   |
| 12.                          | 02.06.1985                   | Meksyk                       | Meksyk                       |                              | 1:1                          | Copa Ciudad de México        |
| 13.                          | 06.06.1985                   | Meksyk                       | Anglia                       |                              | 2:1                          | Copa Ciudad de México        |
| 14.                          | 25.09.1985                   | Lecce                        | Norwegia                     |                              | 1:2                          | towarzyski                   |

## Kariera trenerska
Po zakończeniu kariery piłkarskiej Fanna został trenerem. Pełnił funkcję asystenta trenera w Hellasie Werona i Venezii.